# Ostřešany
Ostřešany är en ort i Tjeckien.   Den ligger i regionen Pardubice, i den centrala delen av landet, 100 km öster om huvudstaden Prag. Ostřešany ligger 251 meter över havet och antalet invånare är 899.
Terrängen runt Ostřešany är platt, och sluttar norrut.Runt Ostřešany är det ganska tätbefolkat, med 166 invånare per kvadratkilometer. Närmaste större samhälle är Pardubice, 5,6 km norr om Ostřešany. Trakten runt Ostřešany består till största delen av jordbruksmark.